# 鄰居 (電影)
《鄰居》（韓語：이웃사람）是一部2012年上映的韓國電影，改編自韓國漫畫家姜草的《鄰居》，是其漫畫繼《公寓》、《傻瓜》、《純情漫畫》、《愛你》和《痛症》之後第六部被搬上大銀幕的作品。

## 劇情
故事開始於一個夜晚，袁汝善在補習班下課後，接到母親的電話，告知因車輛問題無法來接她。失望的汝善只好冒著大雨走到公車站搭車回家。當她下了公車，正用書包遮雨時，一輛車停在她旁邊，車門突然打開，汝善猶豫了一下，最終上了車。這是她最後一次被人見到。
幾天後，警方發現她的屍體被藏在一個行李箱裡，而汝善的母親驚恐地發現，女兒已經死亡，但她卻仍然「每天晚上」回家。案件調查開始，警方著手追查與行李箱相關的線索。這時，行李箱店的老闆回想起，十天前，一個可疑的男子來店裡購買了一個與案件現場相同款式的行李箱。這名男子行為怪異，並且最初用一張未簽名的支票付款，後來才補簽了名字「安尚潤」。
與此同時，披薩店的工讀生安尚潤回憶起，他曾經在十天前送披薩到犯人的家中。當時，安尚潤告訴犯人，若他在一個月內訂四次披薩，第五次將免費送餐。犯人的點餐規律讓安尚潤心生疑竇，但他並未多想。直到某天，他在回程途中經過一位與汝善極為相似的女孩劉秀妍，誤以為是汝善，並向她提供了優惠。這一情節看似無關，但秀妍的出現與汝善的相似容貌在後續起了重要作用。
不久後，社區保安黃警衛在檢查垃圾分類時，發現犯人家的垃圾袋中似乎有廚餘混雜，違反了社區的分類規定。為了索取「酒錢」息事寧人，他上門敲響了犯人的家門，打算用這違規的廚餘袋作為證據來施壓。犯人態度冷漠，拒絕了他的要求。黃警衛打開垃圾袋，準備展示這些廚餘作為違規證據，卻意外發現其中夾雜著一件沾滿血跡的校服，正是汝善失踪時穿的制服。此時，他驚覺情況不對，但還來不及做出反應，就被犯人手中的鈍器襲擊，當場死亡。犯人迅速將黃警衛的屍體藏匿，以掩蓋這一罪行。
這一系列事件後，犯人為掩蓋更多罪行，再次光顧行李箱店，準備購買新的行李箱。行李箱老闆對此人心生疑慮，於是向他推薦了密碼鎖的行李箱，但犯人似乎察覺到了老闆的防範心，心情愈加不安，決定開始「清理」那些可能懷疑他的人。
披薩工讀生安尚潤此時也發現了犯人家中的異常。在一次送餐時，他注意到犯人家裡的一頂帽子，這頂帽子與新聞報導中案件現場的照片十分相似，這讓安尚潤開始懷疑犯人可能與汝善的死亡有關。然而，犯人家的燈光依然開著，這樣的正常行為又讓他一度否認了自己的猜測。
另一名警衛發現了黃警衛的眼鏡在犯人家附近出現，這加深了他對黃警衛可能已經遇害的懷疑。由於自己有前科，他決定不報警，只是在後續的水管檢查中，進一步發現了犯人家中的血跡與毛髮，確定犯人有重大嫌疑。但警衛依然選擇不報警，打算安靜地等待法律追訴期過去。
犯人感到整個局勢變得愈加不安全，決定開始逃亡。然而，就在他準備出發時，他發現自己的手機被鎖在了密碼鎖行李箱中，無法取回。犯人暴怒不已，決定綁架行李箱老闆，威脅他解開密碼鎖。老闆被犯人強行帶走，但在緊急關頭，他成功掙脫並在手機快沒電前撥打了求救電話。這通電話由披薩店的安尚潤接到，安尚潤發現來電號碼是犯人的手機，立即報警，並騎車趕往犯人家中。
此時，夜班警衛趕到犯人家中，與安尚潤聯手將犯人制服。犯人試圖用刀械反擊，但兩人奮力壓制住他。犯人倒地後，警衛憤怒地質問他劉秀妍的下落，犯人輕蔑地笑著說，因為袁汝善和劉秀妍太過相似，他已經分不清自己是否真的殺了她。
警衛心急如焚，四處搜尋劉秀妍的蹤跡，當他走進浴室時，發現劉秀妍倒臥在地，似乎已經失去生命跡象。憤怒的警衛回到客廳，將犯人重重打倒。然而，當他稍微冷靜下來後，他驚覺浴室裡的「秀妍」其實是鬼魂製造的幻覺。
隨後，警方趕到現場，將犯人逮捕，行李箱老闆也被成功救出，案件最終告一段落。

## 演員陣容
- 金侖珍 飾 汝善後母：202住戶
- 金賽綸 飾 袁汝善/劉秀妍，第一位犧牲者/會長女兒。
- 馬東石 飾 安赫模；302住戶，高利貸暴徒
- 千虎珍 飾 表鐘錄；社區夜班警衛
- 金成均 飾 柳勝赫；102住戶，連環殺人魔
- 林河龍 飾 金尚英；行李箱店老闆
- 張英南 飾 秀妍母；303住戶，社區婦女會會長
- 都枝寒 飾 安尚潤；披薩店員
- 金基天 飾 黃在淵；社區日班警衛
- 郭敏錫 飾 安東柱；披薩店老闆
- 金正泰 飾 金鐘國；鬼魂
- 鄭仁基 飾 金洪正；赫模舅舅

## 獲獎
- 2012年：第32屆韓國電影評論家協會獎－男子新人獎（金成均）
- 2012年：第49屆大鐘獎－男子新人獎（金成均）
- 2013年：第49屆百想藝術大賞－電影部門 男子配角獎（馬東石）

## 外部連結
- NAVER電影 （页面存档备份，存于）
- 互联网电影数据库（IMDb）上《鄰居》的资料（英文）